# Brugmansia flava
Brugmansia flava är en potatisväxtart som beskrevs av Herklotz, U. Preissel och H.G. Preissel. Brugmansia flava ingår i släktet änglatrumpeter, och familjen potatisväxter. Inga underarter finns listade i Catalogue of Life.